# Convair CV-240
Die Convair CV-240 (ursprünglich Consolidated Vultee CV-240, auch als Convair 240 und Convairliner 240 bezeichnet) ist ein Passagierflugzeug für Kurzstrecken des US-amerikanischen Flugzeugherstellers Consolidated Vultee Aircraft Corporation (ab 1954 Convair). Der Tiefdecker mit einziehbarem Bugradfahrwerk verfügte als erste zweimotorige Linienmaschine über eine Druckkabine. Von 1947 bis 1955 stellte Convair 566 Maschinen her. Nach neuen Forderungen seitens der United Air Lines wurde die CV-240 Anfang der 1950er-Jahre zur Convair CV-340 weiterentwickelt.

## Konstruktion

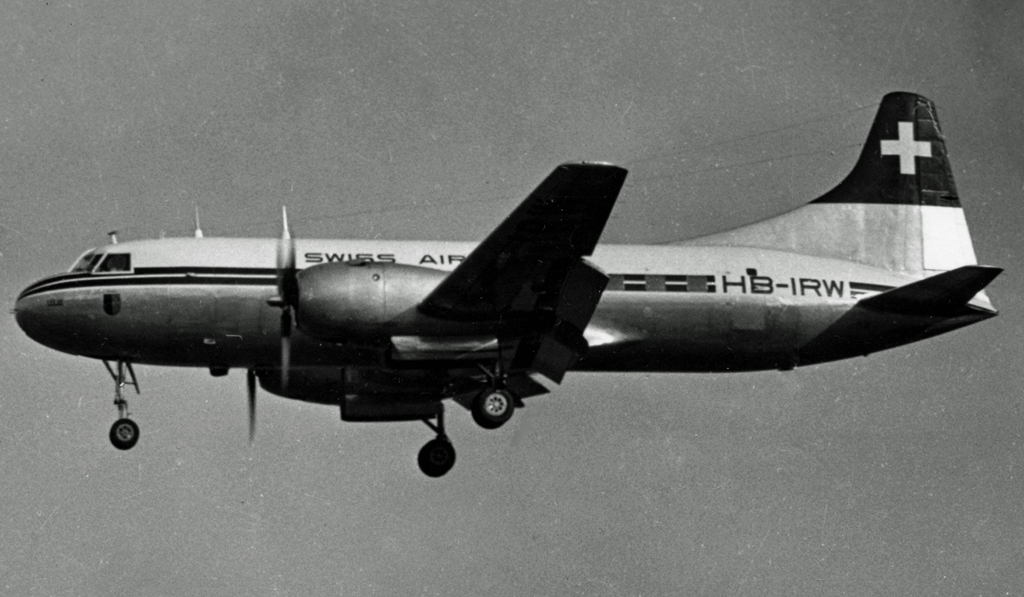
Convair 240 der Swissair, 1954

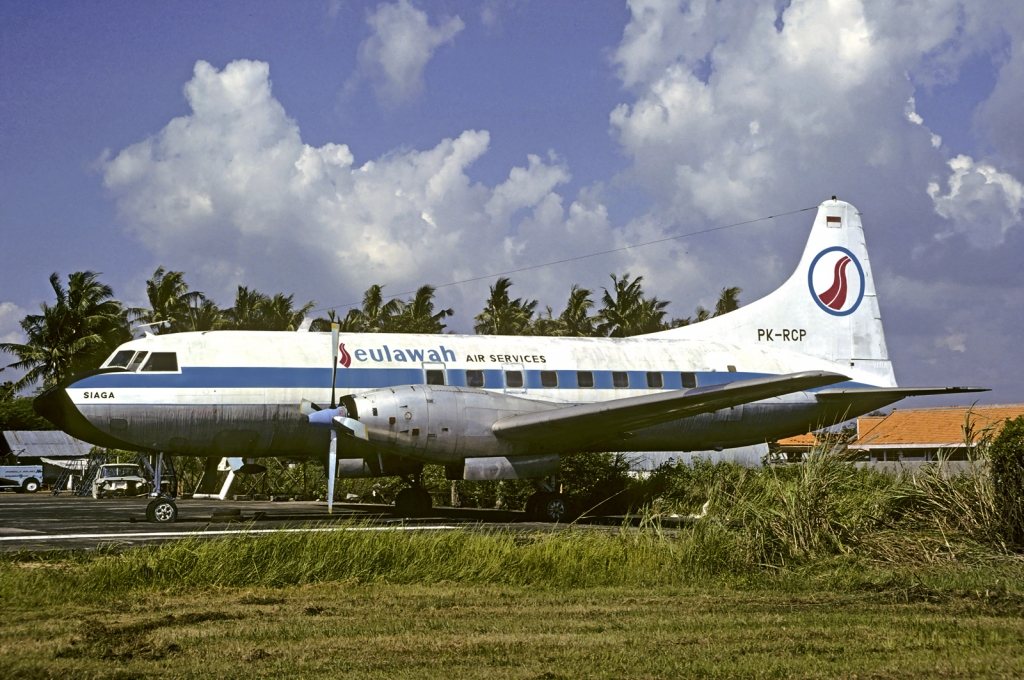
Convair 600, 1978

Ab März 1945 entwickelte Consolidated Vultee für die zivile Luftfahrt aufgrund einer Ausschreibung der American Airlines die Consolidated Vultee 110. Die Maschine mit 30 Plätzen wurde wegen der beschränkten Nutzlast und der fehlenden Druckkabine nicht in Serie gebaut. Convair baute daraufhin mit stärkeren Motoren die geringfügig größere CV-240 mit 40 Plätzen und Druckkabine. Die Sitzanordnung war 10 Reihen mit je 2 + 2 Sitzen und Mittelgang. Der neue Typ erhielt rechteckige statt runde Kabinenfenster. Zwei Türen mit eingebauter Gangway verringerten die Abhängigkeit von Bodeneinrichtungen und beschleunigten die Passagierabfertigung.
Die beiden 18-Zylinder-Doppelsternmotoren des Typs Pratt & Whitney R-2800 trieben dreiblättrige Verstellpropeller mit fester Drehzahl an („constant speed“). Die Tragflächen wiesen eine Pfeilung von etwa 4° auf, das Leitwerk war konventionell ausgelegt. Das Seitenruder und die Höhenruderhinterkanten wurden aus glasfaserverstärktem Kunststoff gefertigt. Am 16. März 1947 startete der Prototyp vom Convair-Werksflugplatz in San Diego (Kalifornien) zum Erstflug.

## Modifizierungen
Convair CV-300 – Umbau von 7 CV-240 mit R-2800-CB-17-Triebwerken und Triebwerksgondeln der CV-340
Convair CV-600 – Erstflug 20. Mai 1965
Von 1965 bis 1968 wurden 38 Maschinen mit Rolls-Royce Dart-Propellerturbinen (Dart RDa.10/1, Mk.542-4 mit 2223 kW/3025 WPS Leistung) versehen und als CV-600 weiter betrieben.
Erstkunde war Central Airlines, die insgesamt elf Maschinen betrieb. Trans-Texas Airways (ab 1969 Texas International Airlines) baute 25 Maschinen um.

## Zivile Verwendung

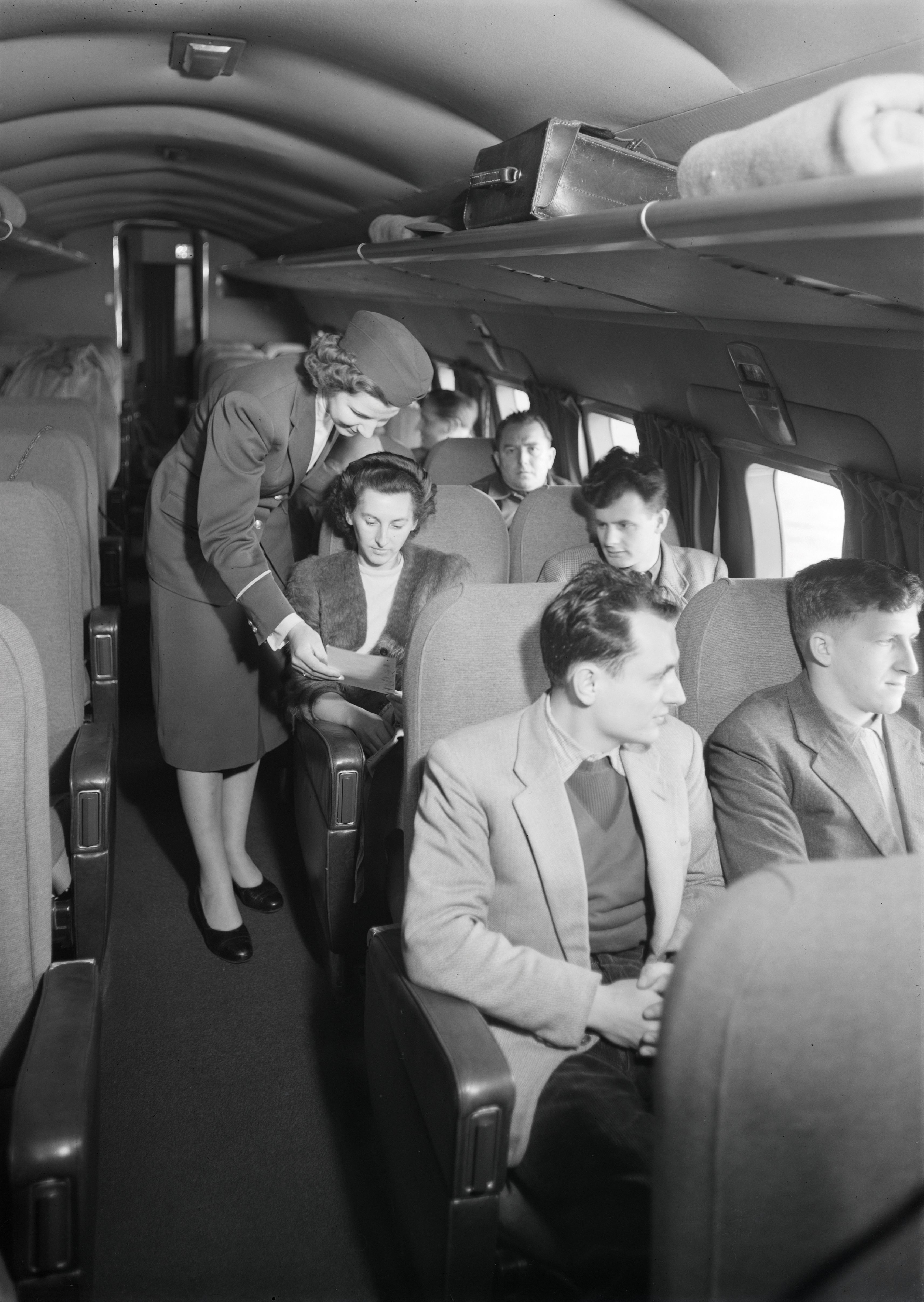
Kabine einer Convair CV-240

American Airlines bestellte 75 Maschinen dieses Typs, um sie ab dem 1. Juli 1948 im Kurzstreckenverkehr einzusetzen. Bald darauf folgten Pan American Airways (20), KLM (12), Western (10), Garuda (8), Sabena (6), Continental (5), Trans Australia (5), Swissair (4), Ethiopian Airlines (3) sowie LOT (2) mit weiteren Bestellungen. Insgesamt 176 Maschinen gingen an Luftfahrtgesellschaften und andere private Eigner. Damit war der Typ wirtschaftlich erfolgreich. Eine CV-240 erlangte Berühmtheit, weil sie von John F. Kennedy während seines Wahlkampfes als VIP-Maschine benutzt wurde.
Zwischen 1957 und 1961 setzte die Deutsche Flugdienst GmbH (ab 1. November 1961 Condor Flugdienst) fünf von der KLM erworbene Maschinen im Charterverkehr ein (D-BELU, D-BEPE, D-BESI, D-BATA, D-BOBA). Die D-BELU stürzte am 31. Juli 1960 beim Anflug auf den Flughafen Rimini ab. Zwischen September 1960 und September 1961 flog die D-BOBA leihweise für die Lufthansa.
Die CV-240 blieben bei den großen Fluggesellschaften bis etwa Mitte der 1960er Jahre im Einsatz, um dann den aufkommenden modernen Kurzstreckenjets wie der Boeing 737 zu weichen. Viele Maschinen wurden an Fluggesellschaften in Asien, Afrika sowie Mittel- und Südamerika verkauft und dort noch bis zum Jahr 2000 eingesetzt.

## Militärische Verwendung
C-131A: Auch die United States Air Force (USAF) bestellte 1954 den Typ mit einer großen Ladetür als Passagier-, Ambulanz- und Frachtflugzeug Convair C-131A Samaritan. Mit diesem Muster, das hauptsächlich für den Verwundetentransport ausgelegt war, konnten bis zu 27 Patienten liegend oder 37 sitzend transportiert werden. Von der C-131A wurden 26 Stück beschafft. Von 1948 bis 1953 bestellte die USAF 369 Maschinen als Schulflugzeug Convair T-29 der Serien T-29A bis T-29D, die zur Ausbildung von Navigatoren, Bombenschützen und Radar-Bedienern genutzt wurden. Ende der 1970er-Jahre waren fast alle Flugzeuge dieser militärischen Varianten ausgemustert. Die Nationalgarde jedoch nutzte die C-131A bzw. T-29 zum Teil noch bis etwa 1995.

## USAF-Produktion
Das Flugzeug wurde als Trainer T-29 und als Passagier- und Ambulanzflugzeug C-131 in Serie gebaut.
In der folgenden Tabelle sind nicht nur CV-240, sondern auch CV-340 (C-131B/C/D) sowie CV-440 (C-131D/E) enthalten. Abnahme der T-29/C-131 durch die USAF:
| Typ     | Version    | 1950 | 1951 | 1952 | 1953 | 1954 | 1955 | 1956 | 1957 | SUMME | PREIS         |
| ------- | ---------- | ---- | ---- | ---- | ---- | ---- | ---- | ---- | ---- | ----- | ------------- |
| T-29A   | CV-240     | 25   | 23   |      |      |      |      |      |      | 48    | 643.273 USD   |
| T-29B   | CV-240     |      | 2    | 59   | 44   |      |      |      |      | 105   | 891.816 USD   |
| T-29C   | CV-240     |      |      |      | 28   | 72   | 19   |      |      | 119   | 781.991 USD   |
| T-29D   | CV-240     |      |      |      | 7    | 41   | 44   |      |      | 92    | 994.222 USD   |
| C-131A  | CV-240     |      |      |      |      | 26   |      |      |      | 26    | 970.412 USD   |
| C-131B  | CV-340     |      |      |      |      | 1    | 35   |      |      | 36    | 757.540 USD   |
| YC-131C | CV-340     |      |      |      |      | 2    |      |      |      | 2     | 2.733.609 USD |
| C-131D  | CV-340/440 |      |      |      |      | 12   | 15   | 6    |      | 33    | 638.461 USD   |
| C-131E  | CV-440     |      |      |      |      |      |      | 10   | 5    | 15    | 728.325 USD   |
| R4Y-1   | CV-340     |      |      |      |      |      | 20   | 16   |      | 36    |               |
| SUMME   |            | 25   | 25   | 59   | 79   | 154  | 133  | 32   | 5    | 512   |               |

Eine größere Zahl wurde zum VIP-Transporter umgebaut. So entstanden 10 VT-29A aus T-29A und B, 14 VT-29B aus AC-131A, 12 VT-29C aus T-29C, 6 VT-29D aus T-29D und 1 VT-29E aus einer VT-29B. Der Umbau von 18 AC-131A erfolgte aus T-29C. Von diesen wurden 4 für die CT-29A verwendet.
 Vereinigte StaatenUnited States Air Force C-131A und T-29

## Bestand
Im Mai 2004 waren noch 14 Maschinen vorhanden, 7 davon flugfähig. 78 gingen durch Unfälle verloren.

## Zwischenfälle

### CV-240
Vom Erstflug 1947 bis Dezember 2014 kam es mit Convair CV-240 sowie der aus ihr umgebauten Variante CV-300 (zwei Unfälle) zu 76 Totalschäden (der letzte im Jahr 2019). Bei 31 davon kamen 345 Menschen ums Leben. Der Hauptartikel enthält eine vollständige Liste.

### CV-600
Vom Erstflug 1965 bis Januar 2021 kam es mit Convair CV-600 zu 3 Totalschäden von Flugzeugen (der letzte im Jahr 1989). Bei einem davon kamen elf Menschen ums Leben. Vollständige Liste:
- Am 22. August 1968 wurde eine Convair CV-600 der US-amerikanischen East Coast Leasing (Luftfahrzeugkennzeichen N278E) auf dem Flugplatz von Martinsburg (West Virginia) (USA) durch Feuer zerstört. In einem Hangar neben der Maschine waren 5000 Ballen Heu gelagert, die in Brand geraten waren. Über Personenschäden ist nichts bekannt.[8]

- Am 27. September 1973 wurde eine Convair CV-600 der Texas International Airlines (N94230) auf dem Flug von El Dorado nach Texarkana in den Black Fork Mountain geflogen, der zu den Ouachita Mountains in Arizona gehört. Es handelte sich um einen gesteuerten Flug ins Gelände (CFIT). Alle elf Insassen, die dreiköpfige Besatzung und die acht Fluggäste, wurden dabei getötet.[9]

- Am 4. August 1989 verunglückte eine Convair CV-600 der US-amerikanischen International Turbine Service (N94253) bei der Ausweichlandung auf dem Flugplatz Augusta State (Maine, USA). Aufgrund eines elektrischen Ausfalls ließ sich die Propellerverstellung nicht mehr betätigen. Um ein Überrollen des Landebahnendes zu verhindern, wurde die Maschine seitlich von der Bahn herunter gesteuert, rollte eine Böschung hinunter und wurde irreparabel beschädigt. Alle drei Besatzungsmitglieder, die einzigen Insassen auf dem Positionierungsflug, überlebten den Unfall.[10]

## Technische Daten

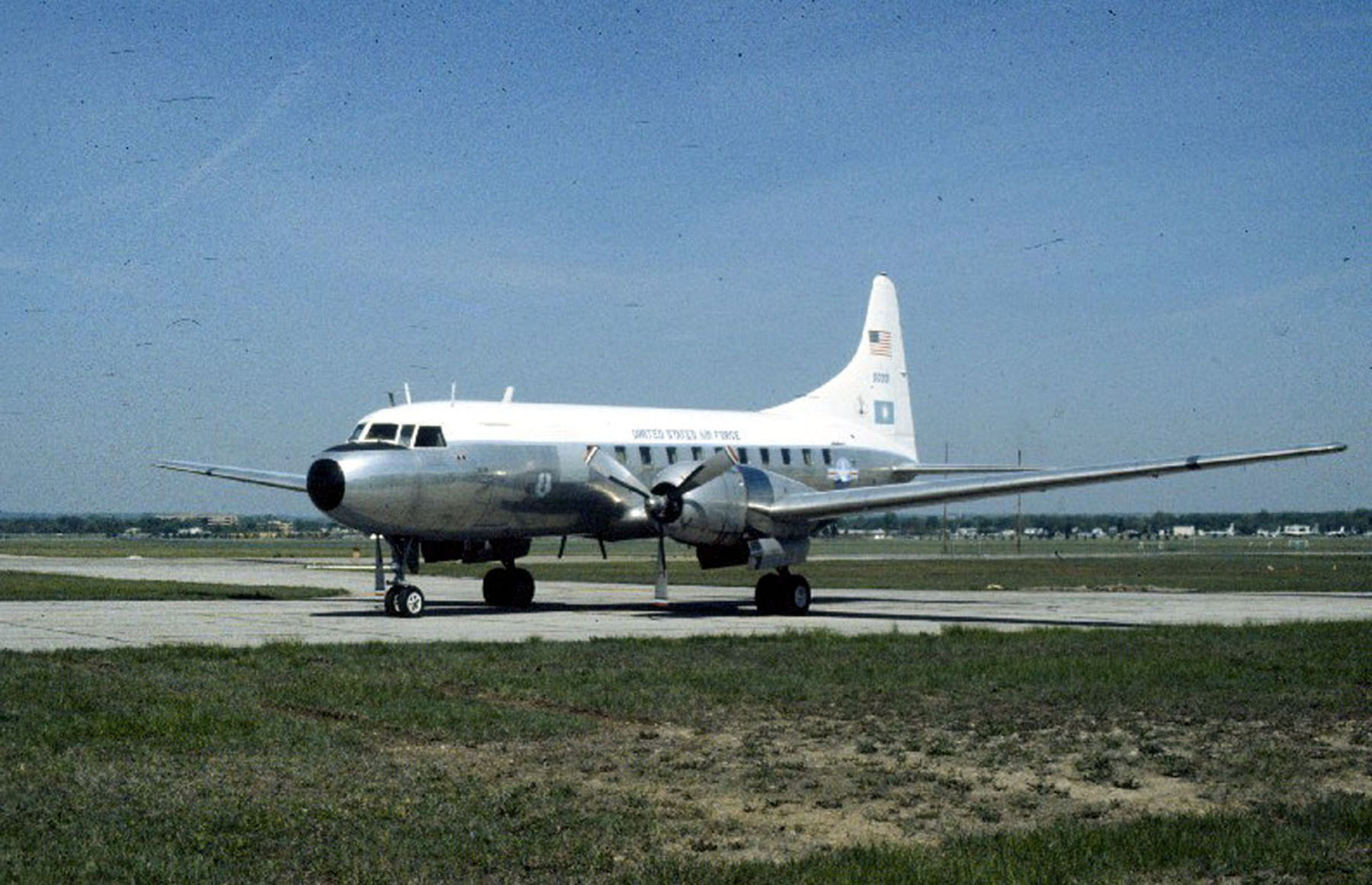
Convair C-131D Samaritan der US Air Force

| Kenngröße             | Daten                                                                                       |
| --------------------- | ------------------------------------------------------------------------------------------- |
| Besatzung             | 2 Piloten, 2 Flugbegleiter                                                                  |
| Passagiere            | 40 Passagiere                                                                               |
| Länge                 | 22,76 m                                                                                     |
| Spannweite            | 27,97 m                                                                                     |
| Höhe                  | 8,20 m                                                                                      |
| Leermasse             | 11.545 kg                                                                                   |
| Startmasse            | 19.283 kg                                                                                   |
| anfängliche Steigrate | 460 m/min                                                                                   |
| Reisegeschwindigkeit  | 450 km/h                                                                                    |
| Höchstgeschwindigkeit | 507 km/h                                                                                    |
| Dienstgipfelhöhe      | 4.880 m                                                                                     |
| Reichweite            | 1.935 km                                                                                    |
| Triebwerke            | Zwei 18-Zylinder-Doppelsternmotoren Pratt & Whitney R-2800 CB16 18 mit je 1764 kW (2400 PS) |

## Konkurrierende Flugzeugtypen
Die mit der CV-240 direkt konkurrierenden Flugzeugtypen verfügten im Gegensatz zu ihr allesamt nicht über eine Druckkabine.
- Martin 2-0-2
- Saab 90 Scandia
- Vickers Viking